# Così è la vita (film 1917)
Così è la vita è un film muto italiano del 1917 diretto da Eugenio Perego.